# Babette Cole
Babette Cole   (Jersey, 10 de setembre de 1950 - Devon, 15 de gener de 2017) va ser una escriptora i il·lustradora britànica. Va estudiar Art a la Universitat de Canterbury, on va obtenir la llicenciatura amb honors.
La seva obra compta amb més de 70 llibres. Un dels més coneguts és El doctor Gos, que posteriorment es va adaptar a la pantalla gran i se'n va fer una sèrie de dibuixos animats. Altres títols coneguts són El libro apestoso, El príncep ventafocs, La mama va pondre un ou. Els seus esbojarrats àlbums infantils es caracteritzen per l'humor i la ironia.
Va ser responsable també de la creació de programes per a nens a la BBC, com Bagpuss i Watch With Mother.